# Karatoya
Karatoya és un riu del nord de Bengala Occidental i de Bangladesh, que neix a la jungla de Baikunthpur al districte de Jalpaiguri; corre en direcció sud i entra a Bangladesh, passa prop de Rangpur, i desaigua a Halhalia, al districte de Bogra; el riu unit forma el Phuljhur.